# Чжан Чжун
Чжан Чжун (кит. трад. 章鍾, спр. 章钟, піньїнь: Zhāng Zhōng; китай. скор. 章钟, китаю. trad. 章鍾, піньінь Zhāng Zhōng; нар. 5 вересня 1978, Чунцін) – китайський шахіст, представник Сінгапуру від 2007 року, гросмейстер від 1998 року.

## Шахова кар'єра
У 1996 і 1998 роках двічі вигравав чемпіонат світу серед юніорів до 20 років. У 2000 році здобув срібну медаль чемпіонату Азії, а в 2001 і 2003 роках ставав чемпіоном Китаю. На чемпіонаті світу ФІДЕ 2001 року в Москві дійшов до 3-го раунду, в якому програв Веселинові Топалову. 2002 року в Улан-Баторі переміг на чемпіонаті світу серед студентів. 2003 року поділив (разом з Сюй Дзюнєм) 1-ше місце в Шанхаї і переміг у групі B турніру Corus у вейк-ан-Зеє. Завдяки цьому результатові кваліфікувався на елітний турнір групи B у Вейк-ан-Зеє 2004 року, який закінчив на 12-му місці. Того ж року вдруге виступив на чемпіонаті світу ФІДЕ за олімпійською системою, де у 1-му раунді програв Рафаелеві Лейтао. 2005 року став чемпіоном Азії, а також взяв участь у Кубку світу, де в 2-му раунді поступився Іванові Соколову. Чергових успіхів досягнув у 2007 році, поділивши 1-ші місця на Філіппінах (разом з Ваном Юе і Ні Хуа), а також у Сінгапурі (разом з Зурабом Азмайпарашвілі). 2008 року поділив 1-ше місце (разом з Жао Цзун'юанєм, Сур'єю Шехаром Гангулі і Гавейном Джонсом) у Сіднеї.
Неодноразово представляв Китай і Сінгапур на командних змаганнях, зокрема:
- вісім разів на шахових олімпіадах (1996, 1998, 2002, 2004, 2006, 2010, 2012, 2014); призер: у командному заліку – срібний (2006)[8],
- на командному чемпіонаті світу (2005); дворазовий призер: у командному заліку – срібний (2005) та в особистому заліку – срібний (2005 – на 4-й шахівниці)[9],
- чотири рази на командних чемпіонатах Азії (1995, 1999, 2003, 2012); чотириразовий призер: в командному заліку – золотий (2003) та срібний (1995), а також в особистому заліку – золотий (1995 – на 4-й шахівниці шахівниці) і бронзовий (1999 – на 3-й шахівниці)[10].

Найвищий рейтинг Ело в кар'єрі мав станом на 1 липня 2001 року, досягнувши 2667 балів займав тоді 27-ме місце в світовому рейтинг-листі ФІДЕ, одночасно займаючи 2-ге місце (позаду Є Цзянчуаня серед китайських шахістів).

## Особисте життя
Дружина Чжан Чжуна - гросмейстер серед жінок Лі Жофань, чемпіонка Азії 2001 року.

## Зміни рейтингу
| На цьому місці має відображатися графік чи діаграма, однак з технічних причин його відображення наразі вимкнено. Будь ласка, не видаляйте код, який викликає це повідомлення. Розробники вже працюють для того, щоби відновити штатне функціонування цього графіка або діаграми. | |
| | На цьому місці має відображатися графік чи діаграма, однак з технічних причин його відображення наразі вимкнено. Будь ласка, не видаляйте код, який викликає це повідомлення. Розробники вже працюють для того, щоби відновити штатне функціонування цього графіка або діаграми. |